# Inga skutchii
Inga skutchii là một loài rau đậu thuộc họ Fabaceae.
Loài này chỉ có ở Costa Rica.